# Comitatul Harris, Texas
Comitatul Harris (în engleză Harris County) este un comitat din statul Texas, Statele Unite ale Americii cu reședința ca cel mai mare oraș din Texas: Houston, cea ce face comitatul cel de-al treilea cel mai populat comitat din SUA.

## Demografie
|  | Graficele sunt indisponibile din cauza unor probleme tehnice. Mai multe informații se găsesc la Phabricator și la wiki-ul MediaWiki. |

Date: Wikidata - grafică realizată de Wikipedia